# Цепи любви
«Це́пи любви́» — первый студийный альбом группы «Корабль», самостоятельно выпущенный музыкантами весной 2000 года. Признан одним из важнейших альбомов десятилетия в отечественной музыке порталом OpenSpace.ru. Запись и сведение для альбома выполнил Ян Миренский осенью 1999 года.

## Список композиций
| №   | Название                     | Текст песни                  | Музыка                       | Длительность |
| --- | ---------------------------- | ---------------------------- | ---------------------------- | ------------ |
| 1.  | «Подводная лодка»            | А. Полежаев                  | Н. Пророков                  | 3:09         |
| 2.  | «Авиабилет»                  | А. Ширнин                    | Н. Пророков                  | 3:03         |
| 3.  | «Усы - бородка»              | народные                     | народные                     | 2:27         |
| 4.  | «Пушкин»                     | И. Вознесенский              | И. Вознесенский, Н. Пророков | 1:41         |
| 5.  | «Танцующий скелет»           | «Корабль»                    | Н. Пророков                  | 2:16         |
| 6.  | «Honey Lips»                 | А. Ширнин                    | Н. Пророков                  | 2:36         |
| 7.  | «Самые удалённые»            | Н. Пророков                  | Н. Пророков                  | 4:05         |
| 8.  | «Манекенщица»                | «Корабль»                    | К. Бартос                    | 3:20         |
| 9.  | «Онли Youля»                 | «Корабль»                    | «Корабль»                    | 2:51         |
| 10. | «Девушка с оленьими глазами» | народные                     | народные                     | 3:55         |
| 11. | «Столица»                    | И. Вознесенский, Н. Пророков | И. Вознесенский, Н. Пророков | 3:07         |
| 12. | «Ночная палатка»             | А. Ширнин                    | Н. Пророков                  | 3:38         |
| 13. | «Tomorrow»                   | Н. Пророков                  | Н. Пророков                  | 3:51         |
| 14. | «Соси банан»                 | «Корабль»                    | «Корабль»                    | 4:39         |
| 15. | «Привидения любви»           | «Корабль»                    | «Корабль»                    | 3:25         |

## Исполнение партий
- Илья Вознесенский — гитара, вокал (4, 11, 14)
- Николай Каменев — труба, вокал (7)
- Николай Пророков — бас, вокал (1, 8, 13, 14)
- Александр Ширнин — гитара, вокал (1 — 3, 6, 9, 10, 12)
- Иван Языков — барабаны, вокал (5, 14)

## Дополнительные факты
- В 2001 году творческим объединением СВОИ2000 был снят короткометражный музыкальный фильм «Соси банан» основанный на одноимённой песне с диска «Цепи любви»[2].
- Песня «Манекенщица» является кавер-версией Das Modell группы Kraftwerk.
- Бельгийской группой Antifare La Familia была записана кавер-версия песни «Соси банан» с похожим названием — Sasi banana.
- Песни «Пушкин» и «Столица» были сочинены И.Вознесенским и Н.Пророковым в 1989 году, и входили в репертуар ансамбля «Самосвал».
- Песни «Манекенщица» и «Самые удалённые» являются самыми первыми самостоятельными произведениями группы «Корабль».